# Patto Segni
Patto Segni (PS) var ett kristdemokratiskt och liberalt politiskt parti i Italien, namngett efter Mario Segni. Partiet grundades 1993 som en utbrytargrupp från Alleanza Democratica. 2001 beslutade partiet att inte delta i det italienska allmänna valet. 2003 upplöstes partiet samtidigt som de medlemmar gick över till Patto dei Liberaldemocratici.